# منیخوف (ناحیه خب)
منیخوف (به چکی: Mnichov) یک منطقهٔ مسکونی در جمهوری چک است که در ناحیه خب واقع شده‌است. منیخوف ۲۷٫۸۲ کیلومتر مربع مساحت و ۴۰۴ نفر جمعیت دارد و ۷۲۵ متر بالاتر از سطح دریا واقع شده‌است.